# Pepin (town de Wisconsin)
Pepin (AFI /ˈpɛpɪn/)) és un town al comtat de Pepin, Wisconsin, Estats Units, amb 741 habitants al cens del 2020. Segons l'Oficina del Cens el town té una superfície de 136,1 km2 (52,6 milles quadrades), dels quals 117,7 km2 (45,4 milles quadrades) son terra ferma i 18,4 km2 (7,1 milles quadrades)  d'aquestes (13,55%) son coberts per les aigües. Es troba a uns 330 msnm.
Les comunitats no incorporades de Barry Corner, Devils Corner, Hawkins Corner i Lakeport es troben al town. La comunitat no incorporada de Lund també es troba parcialment dins del town. Al town de Pepin hi ha el lloc on nasqué Laura Ingalls Wilder, el 7 de febrer de 1867. La Little House Wayside, és a una milla al sud-est de Lund.
El town de Pepin està governat per un town board (~junta municipal) format per un president i quatre supervisors. L'assessor municipal és un càrrec designat.

## Demografia
En el cens de l'any 2000 al town hi havia 580 persones, 232 llars i 168, resultant-ne una densitat de 4,9 hab./km² (12,8 persones per milla quadrada). Hi havia 273 habitatges amb una densitat mitjana de 2,3 hab./ km² (6,0 habitatges per milla quadrada). El perfil racial del town era d'un 99,14% de blanca, un 0,34% de negra o afroamericana, un 0,34% de nativa americana i un 0,17% de dues o més races. El 0,69% de la població era hispana o llatina de qualsevol raça.
Hi havia 232 llars, en el 30,6% de les quals hi vivien menors de 18 anys, el 63,4% eren parelles casades vivint plegades, el 5,2% tenien una dona cap de família sense marit present i el 27,2% no eren famílies. El 23,3% de totes les llars eren ocupades per una sola persona, i en el 9,1% eren ocupades per una sola persona de 65 anys o més. De mitjana a les llars hi vivien 2,5 persones augmentant a 2,97 en el cas d'habitatges ocupats per famílies.
Al town la població es repartia en les següents classes etàries: un 25,0% menors de 18 anys, un 6,2% de 18 a 24 anys, un 23,8% de 25 a 44 anys, un 30,3% de 45 a 64 anys i un 14,7% majors de 65 anys. L'edat mediana era de 42 anys. Per cada 100 dones, hi havia 100,7 homes. Per cada 100 dones de 18 anys o més, hi havia 106,2 homes.
La renda mediana per llar al town era de 44.444 dòlars, i la renda mediana familiar era de 51.053 dòlars. Els homes tenien una renda mediana de 29.722 dòlars enfront dels 17.361 dòlars de les dones. La renda per capita del town era de 18.902 dòlars. Un 4,1% de les famílies i el 4,9% de la població estaven per sota del llindar de pobresa, entre aquests el 6,1% dels menors de 18 anys i el 6,3% dels majors de 65 anys.